# Черкавщина (зупинний пункт)
Черка́вщина — пасажирський залізничний зупинний пункт Тернопільської дирекції Львівської залізниці на неелектрифікованій лінії Біла-Чортківська — Стефанешти між станціями Біла-Чортківська (7 км) та Ягільниця (6 км). Розташований біля села Стара Ягільниця Чортківського району Тернопільської області.